# Verthemex
Verthemex ist eine französische Gemeinde mit 240 Einwohnern (Stand 1. Januar 2022) im Département Savoie in der Region Auvergne-Rhône-Alpes. Sie gehört zum Kanton Bugey savoyard im Arrondissement Chambéry und ist Mitglied im Gemeindeverband Yenne.

## Geographie

### Lage
Verthemex liegt auf 662 m, etwa 13 Kilometer nordwestlich der Präfektur Chambéry und 75 Kilometer östlich der Stadt Lyon (Luftlinie). Das Dorf liegt am Westrand des Département Savoie am Westhang einer Bergkette, die den Lac du Bourget vom Rhonetal trennt. Nachbargemeinden von Verthemex sind Meyrieux-Trouet im Norden, Le Bourget-du-Lac und La Motte-Servolex im Osten sowie Marcieux im Süden und Westen.

### Topographie
Die Fläche des 861,37 km² großen Gemeindegebiets umfasst einen Abschnitt des südlichen französischen Jura auf der Westseite einer Antiklinalen, die sich westlich des Lac du Bourget in Nord-Süd-Richtung erstreckt. Der Gipfelkamm dieser Antiklinalen bildet im Bereich des Mont du Chat die östliche Gemeindegrenze, wo mit 1467 m die höchste Erhebung von Verthemex erreicht wird. Seine steile, bewaldete Flanke geht im Bereich des Ortskerns in ein weniger stark ausgeprägtes Gefälle über, das sich bis zum tief eingeschnittenen Bach Flon fortsetzt. Zwei seiner rechten Zuflüsse, der Ruisseau des Balmes und Blanchet, entwässern das Gemeindegebiet und bilden dessen nördliche und westliche Grenze.

### Gemeindegliederung
Zu Verthemex gehören neben dem eigentlichen Ortskern auch mehrere Weilersiedlungen und Gehöfte, darunter:
- Vacheresse, La Ville und Les Buissons (um 920 m) auf einem Geländeabsatz am Westhang des Mont du Chat,
- Le Campet (550 m) und L’Abbaye (520 m) westlich der Ortskerns.

## Geschichte
Die Ortschaft wurde 1209 erstmals als ad Vertemays urkundlich erwähnt. Hierbei ist nicht klar, ob der Name auf eine Ortsbeschreibung oder einen Eigennamen zurückgeht. Etwa Hundert Jahre später findet sich bereits Vertemex. In Verthemex bestand im Mittelalter eine kleine Herrschaft, die im Besitz der seit 1272 beurkundeten Herren von Saint-Agneux (heute Teil von Saint-Paul) war. Über den Zeitraum von 1803 bis 1834 war die Pfarrei von Verthemex mit derjenigen von Meyrieux-Trouet zusammengelegt.
Am Wasserlauf des Ruisseau des Balmes arbeitete eine Mühle, die Moulin dit de Vaux, die bereits 1732 in den Karten verzeichnet war. Sie wurde 1930 stillgelegt und ihre Mühlteiche zur Fischaufzucht weiterverwendet.

## Sehenswürdigkeiten
Von der Gipfelkette des Mont du Chat, die mit einem Wanderweg erschlossen ist, bietet sich eine beeindruckende Aussicht sowohl in Richtung Osten mit dem Lac du Bourget und der Stadt Chambéry vor dem Alpenpanorama, wie auch auf die Westseite mit den Jura-Höhenzügen hinter der Rhone.

## Bevölkerung
| Jahr                       | 1962 | 1968 | 1975 | 1982 | 1990 | 1999 | 2006 | 2011 |
| Einwohner                  | 143  | 124  | 113  | 117  | 127  | 141  | 164  | 173  |
| Quellen: Cassini und INSEE |      |      |      |      |      |      |      |      |

Mit 240 Einwohnern (Stand 1. Januar 2022) gehört Verthemex zu den sehr kleinen Gemeinden des Département Savoie. Nachdem die Einwohnerzahl in der ersten Hälfte des 20. Jahrhunderts rückläufig war (vor 1900 wurden regelmäßig über 300 Einwohner gezählt), wurde seit den 1990er Jahren wieder eine leichte Bevölkerungszunahme verzeichnet. Die Ortsbewohner von Verthemex heißen auf Französisch Verthemelan(ne)s.

## Wirtschaft und Infrastruktur
Verthemex war bis weit ins 20. Jahrhundert hinein ein vorwiegend durch die Landwirtschaft geprägtes Dorf. Neben den wenigen verbliebenen Landwirten gibt es heute einige Betriebe des lokalen Kleingewerbes. Mittlerweile hat sich das Dorf auch zu einer Wohngemeinde entwickelt. Viele Erwerbstätige sind Wegpendler, die in den größeren Ortschaften der Umgebung, vor allem im Raum Aix-les-Bains und Chambéry, ihrer Arbeit nachgehen.
Die Ortschaft liegt abseits jeglicher Durchgangsstraßen und ist mittels Departementsstraßen von den Nachbargemeinden aus erreichbar. Anbindungen an die regionale und überregionale Infrastruktur bestehen über den ungefähr 25 km entfernten Großraum Chambéry mit seinen Autobahnanschlüssen, SNCF-Bahnhof und Flughafen Chambéry-Savoie. Die Autobahn A43 hat einen Auffahrt in 10 km Entfernung von Verthemex.